# Bartholomäus Hoeneke
Bartholomäus Hoeneke war im 14. Jahrhundert ein Geistlicher des Livländischen Ordens und Verfasser der Jüngeren Livländischen Reimchronik.

## Leben und Werk
Bartholomäus Hoeneke lebte um die Mitte des 14. Jahrhunderts, wahrscheinlich am Hof des Vogts von Järva (deutsch Jerwen) bei Paide (Weißenstein). Er war Kaplan dreier Landmeister des Livländischen Ordens (Fratres miliciae Christi de Livonia).
Hoeneke verfasste um 1346/1348 die sogenannte Jüngere Livländischen Reimchronik, die die Geschehnisse in Estland und Livland zwischen 1315 und 1384 behandelt. Sie war in Versform in Mittelniederdeutsch verfasst und als Fortsetzung der Älteren Livländischen Reimchronik konzipiert, die die Taten des Deutschen Ordens von 1190 bis um 1290 beschreibt.
Die ursprüngliche Fassung von Hoenekes Werk ist verschollen. Ihr Inhalt wird aber in der Chronik des Bremer Chronisten Johann Renner aus dem 16. Jahrhundert nacherzählt. In der Chronik wird unter anderem der estnische Aufstand in der Georgsnacht geschildert.

## Ausgaben
- Die jüngere livländische Reimchronik des Bartholomäus Hoeneke. 1315–1348. Herausgegeben von Konstantin Höhlbaum. Duncker & Humblot, Leipzig 1872.
- Liivimaa noorem riimkroonika. (1315–1348). Herausgegeben von Sulev Vahtre. Eesti Riiklik Kirjastus, Tallinn 1960.